# بنیتاچی
بِنیتاچی (به اسپانیایی: Benitachell) یا بنیتاچی/ال پوبله نو د بنیتاتکسی دهستانی در استان آلیکانتهٔ اسپانیا است.
در این دهستان ۵٬۲۱۶ نفر زندگی می‌کنند. مساحت این دهستان ۱۲٫۵۹ کیلومتر مربع است.